# 遠い海辺
「遠い海辺」（とおいうみべ）は、1997年5月21日に発売された小田和正通算15作目のシングル。発売元はファンハウス。

## 解説
「遠い海辺」は、映画『緑の街』の中で劇中劇の主題歌として書かれた曲で、劇中劇の中で2人が出逢うシーンと、河相我聞が歌うシーンに使われた。この曲はベスト・アルバム『伝えたいことがあるんだ』に収録、後に2024年リリースのベスト・アルバム『自己ベスト-3』にも収録された。
この曲について小田は、「最初は低いキーでみんなが歌えるような曲にしようと思って。でも結果的に、作っているうちに高くなっちゃったんだけどね。海の曲で8分の6拍子という短絡的なのもいいかなと思って。映画では、劇中劇の中で2人が初めて出会うシーンに流れるんだけど、ストーリーがうまく展開していって、それをうまく助けるような音楽にならなければいけないわけで。映画の中で曲を作っている夏目を、俺が俯瞰で見ているという、ある種二重構造みたいな曲になっている」と、『伝えたいことがあるんだ』リリース当時のインタビューで答えていた。
「ひとりで生きてゆければ」は1976年にシングルとして発売されたオフコース時代の楽曲で、同年発売のスタジオ・アルバム『SONG IS LOVE』に収録された。ここでは元の楽曲に対して歌詞を一部書き換えている。その後ベスト・アルバム『自己ベスト-2』収録に際し、再び元の歌詞に戻された。

## 収録曲
1. 遠い海辺  –  (5:30)[1]
  - 作詞・作曲・ 編曲：小田和正
  - 映画『緑の街』 挿入歌 / フジテレビ系『おはよう!ナイスデイ』 エンディングテーマ
2. ひとりで生きてゆければ  –  (4:23)[1]
  - 作詞・作曲・編曲：小田和正
  - 1976年に発表されたオフコース時代の楽曲のセルフカヴァー。

## レコーディング・メンバー

### 遠い海辺
- MANSAKU KIMURA : drums
- NATHAN EAST : bass
- LUIS CONTE : percussions
- YOSHIYUKI SAHASHI : guitars
- CHIKUZEN SATOH : b.g.v.
- HIDEKI MOCHIZUKI : synthesizer programming
- & K.ODA

## スタッフ
- Produced by KAZUMASA ODA
- Mixed by BILL SCHNEE